# Ambient intel·ligent
Els ambients intel·ligents són espais que usen la tecnologia de sistemes incrustats així com d'altres tecnologies de la informació i la comunicació, per crear ambients interactius que apropin la computació al món físic i als problemes quotidians. Segons Alan Steventon i Steve Wright, els "ambients intel·ligents són sistemes en els quals la computació és usada per introduir millores imperceptibles o superficials en les activitats comunes" (aquests sistemes resulten ser gairebé transparents i poc perceptibles per a la majoria dels usuaris).
Una de les forces motores de l'interès emergent en els ambients altament interactius, no solament és aconseguir que les computadores i els sistemes siguin veritablement amigables amb els usuaris, sinó aconseguir que essencialment siguin invisibles o gairebé inexistents per a ell.
Els ambients intel·ligents descriuen i manegen entorns físics en els quals les tecnologies de la informació i la comunicació així com els sistemes de sensors, passen majoritàriament desapercebuts per als usuaris, ja que es troben discretament integrats a objectes físics, a infraestructures, i a l'entorn quotidià en el qual vivim, viatgem, i treballem. L'objectiu amb aquests sistemes, és el de permetre que ordinadors i sensors participin en activitats i resultats en els quals mai abans havien estat involucrats, possibilitant a la gent (als usuaris) interactuar amb els diferents dispositius via gestos, veu, moviments, o simple informació de context.
Les conferències anuals sobre 'Entorns Intel·ligents' (IE06; IE07; etc) permeten als especialistes intercanviar idees entre si, i posar-se al dia en aquesta matèria quant a tendències, usos, i avanços tecnològics.

## Orígens
La idea d'una intel·ligència artificial capaç de gestionar un entorn, recol·lectar dades, i respondre és més antiga de la que creiem. La novel·la 2001: Una Odissea en l'espai de 1968, molt temps abans de la revolució dels microordinadors, presenta un personatge ficcional, el HAL 9000, un ordinador capaç de controlar els diferents sensors i sistemes de l'entorn i utilitzar-los com a pròpies extensions. El personatge Proteus de la novel·la de 1973 de Dean Koontz, Monstre mecànic, també retrata les mateixes característiques d'una intel·ligència artificial que controla un entorn. En el moment en què aquestes dues novel·les van ser publicades, la idea d'un ordinador que controlés l'entorn que ens envolta no va ser, en termes generals, acceptat per la comunitat, ja que ambdós personatges van jugar la funció de màquines nocives amb objectius que incloien el control sobre els éssers humans.
El terme 'Ambients intel·ligents' és un concepte i expressió originàriament creada per Peter Droege pel seva publicació homònima a Elsevier l'any 1997, un projecte que va començar al 1986: Ambients Intel·ligents - Aspectes Espacials de la Revolució de la Informació https://www.sciencedirect.com/book/9780444823328/intelligent-enviroments.

## Tecnologia
Els 'Ambients Intel·ligents' han estès els seus objectius des del privat al públic, i des dels dispositius fixos als mòbils. I algunes propostes han resultat efímeres, mentre que unes altres han romàs i s'han consolidat.
La realització d'Ambients Intel·ligents requereix convergència i complementació entre diferents disciplines: Informació i Informàtica, Arquitectura, Enginyeria de Materials, Intel·ligència artificial, Sociologia, Disseny, Electrònica.
A més, progressos tècnics són requerits en camps tecnològics-clau, com ser la microelectrònica (per exemple, la miniaturització, el consum d'electricitat), la comunicació i les tecnologies de xarxa (per exemple, xarxes de banda ampla i sense fils), materials intel·ligents (per exemple, implantacions bio), els agents intel·ligents, etc.
Exemple de tals espais és l'anomenada 'Cambra Intel·ligent' o 'Intelligent Room' : un espai o ambient de laboratori que es recolza en la visió artificial, el reconeixement de veu, i el rastreig de moviments, basat en aproximadament cinquanta diferents paquets de programari de comunicació que són processats en ordinadors interconnectats.
Un altre exemple són les anomenades 'Ciutats amb intel·ligència' o 'Intelligent cities', territoris que sustenten processaments innovadors que fan un ús intensiu de les noves tecnologies de la informació i de la comunicació (NTICs) així com de les representacions virtuals d'objectes. Exemples variats d'aquests enfocaments poden ser analitzats en les publicacions del 'Intelligent Community Forum (ICF)' o 'Fòrum de Comunitats Intel·ligents', i especialment en les implementacions i experimentacions realitzades a les ciutats assenyalades pel 'ICF' com les comunitats més intel·ligents.
La qüestió més transcendent i important, no és si efectivament podem construir ambients intel·ligents com els assenyalats en aquest article, sinó com podem usar esbossos o aproximacions d'aquests ambients intel·ligents com a instruments per a la resolució distribuïda de problemes.

## Aplicacions

### Empresa
Un de les àrees principals que experimentaran un impacte significatiu amb l'aparició dels Ambients intel·ligents és el món empresarial i les seves relacions. La manera en què les empreses interaccionen entre elles i amb les persones és la que patirà un impacte major. Les relacions esdevindran més dinàmiques i hauran d'emfasitzar una aproximació més flexible al negoci, intentant d'adaptar-se a l'entorn comercial, que es troba en continu canvi. Aquesta flexibilitat també hauria de ser reflectida en l'entorn laboral i en els treballadors. Avui dia, les empreses que han mostrat nivells més alts de flexibilitat en els seus entorns laborals i amb els seus treballadors (com Microsoft o Google) han augmentat els nivells de productivitat i permanència.

### Activitats de lleure
Les noves formes d'entreteniment han emergit des de la creació dels ambients intel·ligents. Hi ha hagut diversos experiments en museus on aquesta tecnologia ha creat una experiència més interactiva que ha provocat que els visitants no només s'emportessin una experiència única vista amb els seus ulls sinó també viscuda pels seus sentits. Entre aquests experiments trobem l'ús de sons i llums que s'adapten segons les exposicions i la incorporació d'olors que defineixen entorns únics. En definitiva hi ha infinites maneres d'aplicar l'ambient intel·ligent d'una manera innovadora i interessant.
El mateix concepte pot ser utilitzat no només per millorar experiències de lleure existents sinó també per a crear-ne de noves. L'expressió artística ha tingut una influència significativa ençà que hem vist noves formes de l'art utilitzant l'ambient intel·ligent i la Intel·ligència Artificial. Podem prendre com a exemple l'obra de l'artista Chris Milk que amb l'implementació d'instal·lacions immersives fan que l'usuari també en formi part d'ella.